# Antonina Pustovit
Antonina Pustovit (16 de octubre de 1955) es una deportista soviética que compitió en remo. Participó en los Juegos Olímpicos de Moscú 1980, obteniendo una medalla de plata en la prueba de cuatro scull con timonel.

## Palmarés internacional
| Juegos Olímpicos | Juegos Olímpicos | Juegos Olímpicos | Juegos Olímpicos         |
| Año              | Lugar            | Medalla          | Prueba                   |
| ---------------- | ---------------- | ---------------- | ------------------------ |
| 1980             | Moscú (URSS)     | Medalla de plata | Cuatro scull con timonel |